# Viceministri presidenti delle Fiandre
Questo è un elenco di tutti i viceministri presidenti delle Fiandre. Sin dal giuramento del primo governo fiammingo, Geens I, la posizione di viceministro presidente, allora vicepresidente dell'esecutivo fiammingo, è esistita.
Inizialmente questo ufficio era ricoperto da una persona, un ministro fiammingo del secondo partito più grande del governo. Solo nell'amministrazione Leterme c'era più di un vice primo ministro. L'attuale governo fiammingo, il governo Jambon, ha tre vice primi ministri.
| PVV/ VLD/ Open Vld | PVV/ VLD/ Open Vld | PVV/ VLD/ Open Vld   | PVV/ VLD/ Open Vld | PVV/ VLD/ Open Vld | PVV/ VLD/ Open Vld | PVV/ VLD/ Open Vld | PVV/ VLD/ Open Vld                   |
| Nr.                | Ministro           | Ministro             | Partito            | Partito            | Inizio             | Fine               | Governo                              |
| ------------------ | ------------------ | -------------------- | ------------------ | ------------------ | ------------------ | ------------------ | ------------------------------------ |
| 1                  |                    | Karel Poma           |                    | PVV                | 22 dicembre 1981   | 10 dicembre 1985   | Geens I                              |
| 2                  |                    | Louis Waltniel       |                    | PVV                | 10 dicembre 1985   | 18 ottobre 1988    | Geens II e Geens III                 |
|                    |                    |                      |                    |                    |                    |                    |                                      |
| 3                  |                    | Fientje Moerman      |                    | VLD                | 20 luglio 2004     | 9 ottobre 2007     | Leterme e Peeters I                  |
| 4                  |                    | Dirk Van Mechelen    |                    | Open VLD           | 10 ottobre 2007    | 13 luglio 2009     | Peeters I                            |
|                    |                    |                      |                    |                    |                    |                    |                                      |
| 5                  |                    | Annemie Turtelboom   |                    | Open VLD           | 25 luglio 2014     | 29 aprile 2016     | Bourgeois                            |
| 6                  |                    | Bart Tommelein       |                    | Open VLD           | 4 maggio 2016      | 31 dicembre 2018   | Bourgeois                            |
| 7                  |                    | Sven Gatz            |                    | Open VLD           | 31 dicembre 2018   | 18 luglio 2019     | Bourgeois e Homans                   |
| 8                  |                    | Lydia Peeters        |                    | Open VLD           | 18 luglio 2019     | 2 ottobre 2019     | Homans                               |
| 9                  |                    | Bart Somers          |                    | Open VLD           | 2 ottobre 2019     | in carica          | Jambon                               |
| SP/ sp.a           |                    |                      |                    |                    |                    |                    |                                      |
| Nr.                | Ministro           | Ministro             | Partito            | Partito            | Inizio             | Fine               | Governo                              |
| 1                  |                    | Norbert De Batselier |                    | SP                 | 18 ottobre 1988    | 20 giugno 1995     | Geens IV, Van den Brande I, II e III |
| 2                  |                    | Luc Van den Bossche  |                    | SP                 | 20 giugno 1995     | 28 settembre 1998  | Van den Brande IV                    |
| 3                  |                    | Steve Stevaert       |                    | SP/ sp.a           | 28 settembre 1998  | 19 marzo 2003      | Van den Brande IV e Dewael           |
| 4                  |                    | Renaat Landuyt       |                    | sp.a               | 19 marzo 2003      | 20 luglio 2004     | Dewael e Somers                      |
| 5                  |                    | Frank Vandenbroucke  |                    | sp.a               | 20 luglio 2004     | 13 luglio 2009     | Leterme e Peeters I                  |
| 6                  |                    | Ingrid Lieten        |                    | sp.a               | 13 luglio 2009     | 25 luglio 2014     | Peeters I                            |
| N-VA               |                    |                      |                    |                    |                    |                    |                                      |
| Nr.                | Ministro           | Ministro             | Partito            | Partito            | Inizio             | Fine               | Governo                              |
| 1                  |                    | Geert Bourgeois      |                    | N-VA               | 13 luglio 2009     | 25 luglio 2014     | Peeters II                           |
| 2                  |                    | Liesbeth Homans      |                    | N-VA               | 25 luglio 2014     | 2 luglio 2019      | Bourgeois                            |
| 3                  |                    | Ben Weyts            |                    | N-VA               | 2 luglio 2019      | in carica          | Homans e Jambon                      |
| CD&V               |                    |                      |                    |                    |                    |                    |                                      |
| Nr.                | Ministro           | Ministro             | Partito            | Partito            | Inizio             | Fine               | Governo                              |
| 1                  |                    | Hilde Crevits        |                    | CD&V               | 25 luglio 2014     | in carica          | Bourgeois, Homans e Jambon           |